# Duale bundel
In de wiskunde is de duale bundel een operatie op vectorbundels die het begrip van een duale vectorruimte uitbreidt.

## Definitie
De duale bundel van een vectorbundel {\displaystyle \pi \colon E\to X} is de vectorbundel {\displaystyle \pi ^{*}\colon E^{*}\to X} waarvan de vezels de duale ruimtes zijn van de vezels van {\displaystyle E} .
Op equivalente wijze kan {\displaystyle E^{*}} worden gedefinieerd als de Hom-bundel {\displaystyle \mathrm {Hom} (E,\mathbb {R} \times X),} dat wil zeggen, als de vectorbundel van morfismen van {\displaystyle E} naar de triviale lijnbundel {\displaystyle \mathbb {R} \times X\to X.}

## Constructies en voorbeelden
Gegeven een lokale trivialisatie van {\displaystyle E} met transitiefuncties {\displaystyle t_{ij},} wordt een lokale trivialisatie van {\displaystyle E^{*}} gegeven door dezelfde open overdekking van {\displaystyle X} met transitiefuncties {\displaystyle t_{ij}^{*}=(t_{ij}^{T})^{-1}} (de inverse van de transpositie). De duale bundel {\displaystyle E^{*}} wordt vervolgens geconstrueerd met behulp van de vezelbundelconstructiestelling. Specifieke gevallen worden gegeven door de volgende:
- De duale bundel van een geassocieerde bundel is de bundel die hoort bij de duale representatie van de structuurgroep .
- De duale bundel van de raakbundel van een differentieerbare variëteit is de coraakbundel.

## Eigenschappen
Als de basisruimte {\displaystyle X} paracompact en Hausdorff is, dan is een reële vectorbundel {\displaystyle E} van eindige rang isomorf met de duale vectorbundel {\displaystyle E^{*}}. Echter, net als voor vectorruimten is er geen natuurlijke keuze van een isomorfisme, tenzij {\displaystyle E} voorzien is van een inwendig product .
De Hom-bundel {\displaystyle \mathrm {Hom} (E_{1},E_{2})} van twee vectorbundels is canoniek isomorf met de tensorproductbundel {\displaystyle E_{1}^{*}\otimes E_{2}.}
Gegeven een morfisme {\displaystyle f\colon E_{1}\to E_{2}} van vectorbundels over dezelfde ruimte bestaat er een morfisme {\displaystyle f^{*}:E_{2}^{*}\to E_{1}^{*}} tussen hun duale bundels (in de omgekeerde volgorde), vezelgewijs gedefinieerd als de transpositie van elke lineaire afbeelding {\displaystyle f_{x}\colon (E_{1})_{x}\to (E_{2})_{x}.} Zodoende definieert de dualebundelconstructie een contravariante functor van de categorie van vectorbundels en hun morfismen naar zichzelf.